# تپه ده‌کن وله ژیر
تپه ده کن وله ژیر مربوط به دوره تاریخی است و در شهرستان مریوان، روستای وله ژیر واقع شده و این اثر در تاریخ ۲۷ مرداد ۱۳۸۲ با شمارهٔ ثبت ۹۶۳۹ به‌عنوان یکی از آثار ملی ایران به ثبت رسیده است.